# Lo zio Jules

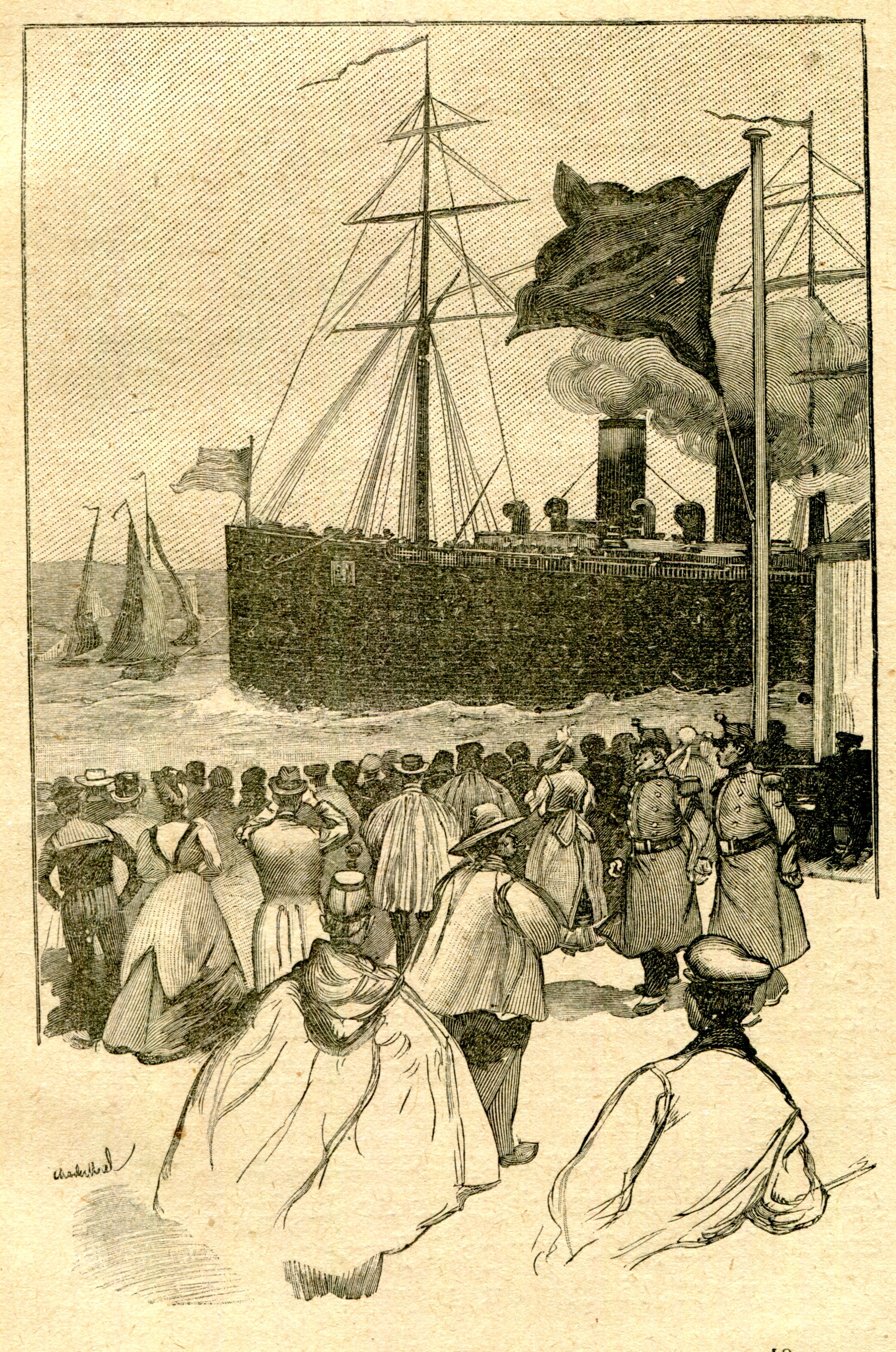
Lo zio Jules, Illustrazione di Charles Morel, dall'edizione Paris: Ollendorff, senza data

Lo zio Jules (titolo originale: Mon oncle Jules) è un racconto di Guy de Maupassant pubblicato dapprima sulla rivista Le Gaulois del 7 agosto 1883 e, l'anno successivo, nella raccolta di racconti "Miss Harriet", con dedica al pittore Jean-Achille Benouville.

## Trama
Joseph Davranche, un amico del narratore, racconta la storia di un pover'uomo il cui ricordo lo angoscia fin dalla fanciullezza.
Da bambino Joseph viveva a Le Havre con il padre Philippe, la madre Clarisse, e due sorelle in attesa di un auspicato matrimonio. I suoi non erano ricchi e mantenevano con difficoltà un certo decoro piccolo-borghese soprattutto durante l'unico svago familiare: la passeggiata domenicale sul molo del porto cittadino. In famiglia si faceva affidamento sul ritorno in patria dello zio Jules, un fratello del padre che era emigrato negli Stati Uniti in gioventù e che, nelle lettere al fratello, raccontava di aver fatto fortuna. 
Un bel giorno, per festeggiare il fidanzamento di una delle figlie, la famiglia programmò una gita all'isola di Jersey; sulla nave l'attenzione del padre fu attratta da un vecchio marinaio lacero che vendeva frutti di mare ai passeggeri: somigliava a Jules e una rapida indagine col capitano della nave confermò il sospetto. L'egoismo e il rispetto umano suggerirono ai genitori la decisione di allontanarsi e prender ogni precauzione per evitare di essere riconosciuti dal congiunto povero.

## Edizioni
- Guy de Maupassant, «Mon oncle Jules». In: Miss Harriet, Paris: Victor-Havard, 1884, pp. 295-313
- Guy de Maupassant, Miss Harriet, nouvelle ed. revue, Paris: Ollendorff, 1894
- Guy de Maupassant, Contes et nouvelles, tome I; texte établi et annoté par Louis Forestier; préface d'Armand Lanoux; introduction de Louis Forestier, Collezione Bibliothèque de la Pléiade 253, Paris: Gallimard, 1974, ISBN 978-2-07-010805-3
- Guy de Maupassant, Racconti e novelle; traduzione di P. E. Francesconi, Milano: Fratelli Treves, 1897
- Guy de Maupassant, Miss Harriet; traduzione di Giovanni Vaccaro, Milano: A. Barion, 1925
- Guy de Maupassant, Miss Harriet; traduzione dal francese di Angelo Nessi, Milano: Sonzogno, 1931
- Guy de Maupassant, Le novelle, Vol. VIII; a cura di Bruno Dell'Amora, Alfredo Fabietti, Milano: G. Morreale; (poi Bietti), 1931
- Guy de Maupassant, Le novelle, Vol. III; traduzione di Egidio Bianchetti, Milano: Istituto editoriale italiano, 1947
- Guy de Maupassant, Tutte le novelle; a cura di Mario Picchi, 3 voll. Collezione I grandi maestri illustrati 5, Roma: Casini, 1956
- Guy de Maupassant, Miss Harriet; traduzione di Oreste Del Buono, Biblioteca Universale Rizzoli 1475-1476, Milano: Rizzoli, 1959
- Guy de Maupassant, Racconti della beccaccia; Miss Harriet; prefazione di Gilbert Sigaux; illustrazioni originali di Claude Hermann, Ginevra: Edito-Service, 1971
- Guy de Maupassant, Tutte le novelle; a cura di Mario Picchi, Collezione I Meridiani, Milano: A. Mondadori, 1993, ISBN 88-04-36360-6 (ISBN 978-88-04-36360-6 VI ed., 2013)
- Guy de Maupassant, «Zio Jules». In: Tutte le novelle e i racconti; a cura di Lucio Chiavarelli; introduzione generale di Giacinto Spagnoletti; Collezione I mammut 81, Roma: Grandi Tascabili Economici Newton, 2005, pp. 606-10, ISBN 88-541-0440-X